# Апхазава, Гия
Гия Апхазава (груз. გია აფხაზავა; род. 5 сентября 2002, Кобулети, Аджария) — грузинский футболист, вингер клуба «Гонио».

## Карьера

### «Шукура»

#### Начало карьеры
Воспитанник футбольной академии клуба «Шукура». В июле 2018 года футболист присоединился к структуре батумского «Динамо». В июле 2020 года футболист вернулся в «Шукуру». Дебютировал за клуб футболист 9 декабря 2020 года в матче против клуба «Гагра»выйдя на замену на 60 минуте. По итогу дебютного сезона футболист вместе с клубом стал победителем чемпионата. Новый сезон футболист начал 21 апреля 2021 года с матча Кубка Грузии против тбилисского «Динамо», выйдя на поле в стартовом составе. Дебютный матч в чемпионате футболист сыграл 12 мая 2021 года против тбилисского «Локомотива», выйдя на поле в стартовом составе. Дебютным забитым голом за клуб футболист отличился 4 декабря 2021 года в матче против клуба «Телави». По итогу сезона футболист вместе с клубом завершил чемпионат на предпоследнем месте, отправившись в стыковые матчи, где уступили клубу «Гагра». По окончании сезона футболист покинул клуб.

#### Сезон 2022
В марте 2022 года футболист на правах свободного агента присоединился к белорусскому клубу «Ислочь», подписав трёхлетний контракт, став первым грузинским игроком в истории клуба. В апреле 2022 года футболист покинул клуб, расторгнув контракт по соглашению сторон. Позже главный тренер белорусского клуба Артём Радьков сообщил, что футболист по личным причинам вернулся в Грузию. В июне 2022 года футболист вернулся в «Шукуру». Первый матч за клуб футболист сыграл 21 июня 2022 года в матче против мартвилийского клуба «Мерани», выйдя на замену на 78 минуте. Первым забитым голом за клуб футболист отличился 1 июля 2022 года в матче против тбилисского клуба «Мерани». По итогу сезона футболист вместе с клубом стал победителем чемпионата, вновь вернувшись в элитный дивизион. На протяжении сезона футболист выступал за клуб преимущественно в роли игрока замены, отличившись 2 забитыми голами.

#### Сезон 2023
В начале 2023 года футболист начинал подготовку к новому сезону вместе с «Шукурой». Первый матч в новом сезоне футболист начал 26 февраля 2023 года с матча против батумского «Динамо», выйдя в стартовом составе. В следующем матче 2 апреля 2023 года против тбилисского «Динамо» футболист отличился своим первым в сезоне забитым голом. По итогу сезона футболист вместе с клубом завершил чемпионат на итоговом последнем месте, вылетев во Вторую лигу. На протяжении сезона футболист выступал за клуб преимущественно в роли игрока замены, отличившись 2 забитыми голами в рамках чемпионата. По окончании сезона футболист покинул грузинский клуб, который затем не смог получить лицензию для дальнейшего выступления в рамках чемпионата.

### «Колхети» Хоби
В январе 2024 года футболист на правах свободного агента присоединился к хобийскому клубу «Колхети», подписав контракт до конца сезона. Дебютировал за клуб футболист 5 марта 2024 года в матче против клуба «ВИТ Джорджия», выйдя на поле в стартовом составе. Дебютным забитым голом за клуб футболист отличился 13 апреля 2024 года в матче против клуба «Арагви Душети». Своим первым забиым дублем футболист отличился 1 июня 2024 года в матче против тбилисского «Локомотива». Очередным забитым дублем за клуб футболист отличился 31 августа 2024 года в матче против клуба «Рустави». По итогу сезона футболист вместе с клубом завершили чемпионат на итоговом последнем месте, вылетев в Третью лигу. На протяжении сезона футболист выступал за клуб в роли основного игрока, отличившись 7 забитыми голами и результативной передачей. По окончании сезона футболист покинул клуб.

### «Гонио»
В январе 2025 года футболист стал игроком грузинского клуба «Гонио», подписав контракт до конца сезона. Дебютировал за клуб футболист 8 марта 2025 года в матче против тбилисского «Локомотива», выйдя на замену на 80 минуте. Дебютным забитым голом за клуб футболист отличился 2 мая 2025 года в матче против тбилисского «Локомотива».

## Международная карьера
В 2019 году футболист был вызван в юношескую сборную Грузии до 18 лет. Провёл за неё два матча против сверстников из Бельгии.

## Достижения
«Шукура»
- Победитель Второй лиги (2): 2020, 2022